# Archivo Europeo de Nucleótidos
El Archivo Europeo de Nucleótidos (ENA, por sus siglas en inglés) es un repositorio que proporciona acceso libre y sin restricciones a secuencias anotadas de ADN y ARN. También almacena información complementaria como procedimientos experimentales, detalles de ensamblaje de secuencias y otros metadatos relacionados con proyectos de secuenciación. El archivo está compuesto por tres bases de datos principales: el Archivo de Lecturas de Secuencias, el Archivo de Trazas y la Base de Datos de Secuencias de Nucleótidos EMBL (también conocida como EMBL-Bank). El ENA es producido y mantenido por el Instituto Europeo de Bioinformática (EBI) y es miembro de la Colaboración Internacional de Bases de Datos de Secuencias de Nucleótidos (INSDC) junto con el Banco de Datos de ADN de Japón y GenBank.
El ENA evolucionó a partir de la Biblioteca de Datos EMBL, que se lanzó en 1982 como el primer recurso internacionalmente apoyado para datos de secuencias de nucleótidos. A principios de 2012, el ENA y otras bases de datos miembros de INSDC contenían cada una los genomas completos de 5,682 organismos y datos de secuencias para casi 700,000.
Además, el volumen de datos está aumentando exponencialmente con un tiempo de duplicación de aproximadamente 10 meses.

## Historia
El Archivo Europeo de Nucleótidos tuvo su origen en bases de datos separadas, la más antigua de las cuales fue la Biblioteca de Datos EMBL, establecida en octubre de 1980 en el Laboratorio Europeo de Biología Molecular (EMBL), Heidelberg. La primera publicación de esta base de datos se realizó en abril de 1982 y contenía un total de 568 entradas separadas que consistían en alrededor de 500,000 par de bases. En 1984, refiriéndose a la Biblioteca de Datos EMBL, Kneale y Kennard señalaron que «hace algunos años era evidente que una gran base de datos computarizada de secuencias sería esencial para la investigación en Biología Molecular».

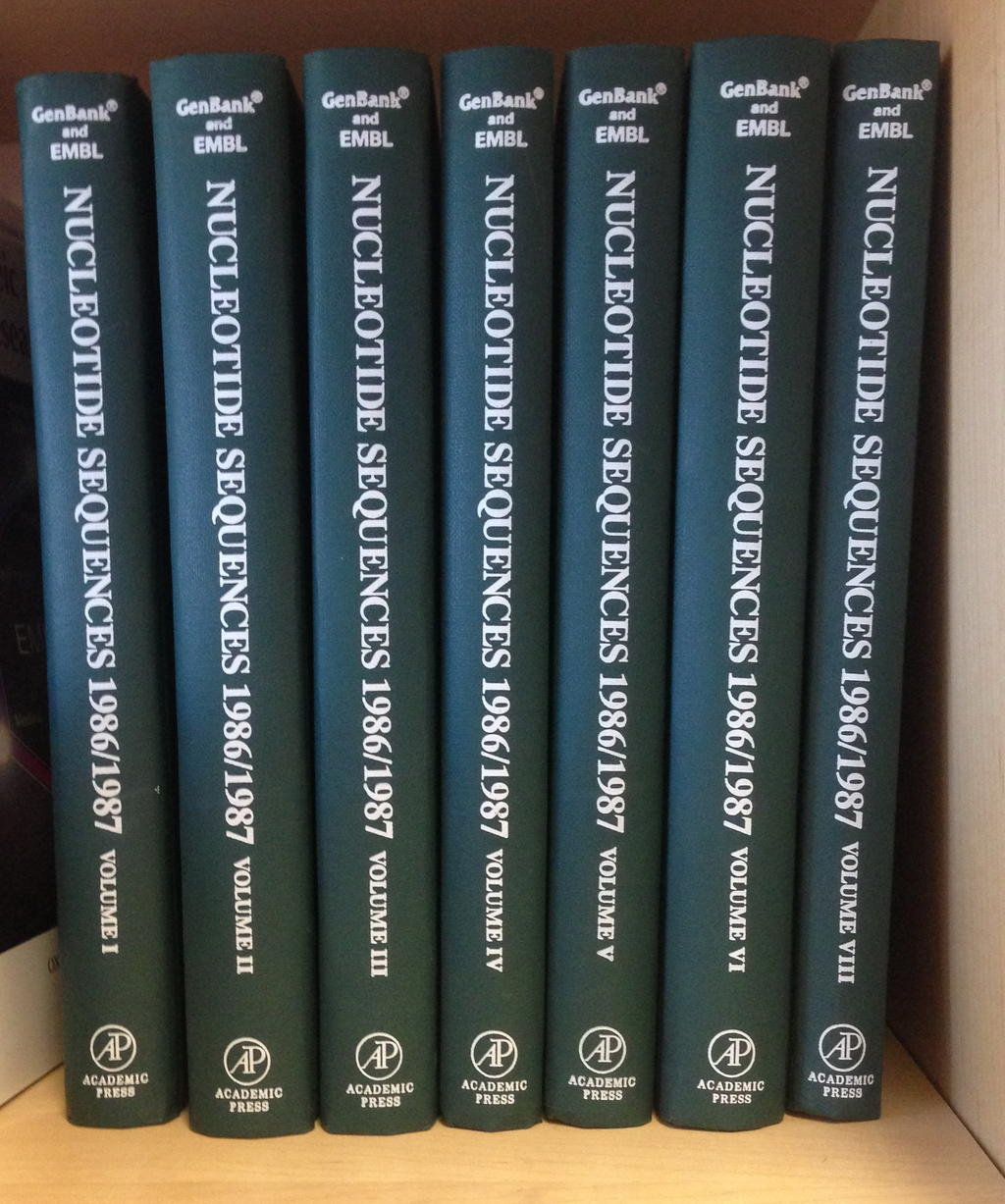
Datos de secuencias de nucleótidos en forma de libro.

A pesar de que el método de distribución principal en ese momento era mediante cinta magnética, para 1987, se estimaba que la Biblioteca de Datos EMBL era utilizada por unos 10,000 científicos a nivel internacional. Ese mismo año, se introdujo el Servidor de Archivos EMBL para distribuir registros de la base de datos a través de BITNET, EARN y el Internet primitivo. En mayo de 1988, la revista Nucleic Acids Research introdujo una política que establecía que «los manuscritos enviados a [Nucleic Acids Research] que contengan o discutan datos de secuencias deben ir acompañados de evidencia de que los datos han sido depositados en la Biblioteca de Datos EMBL».

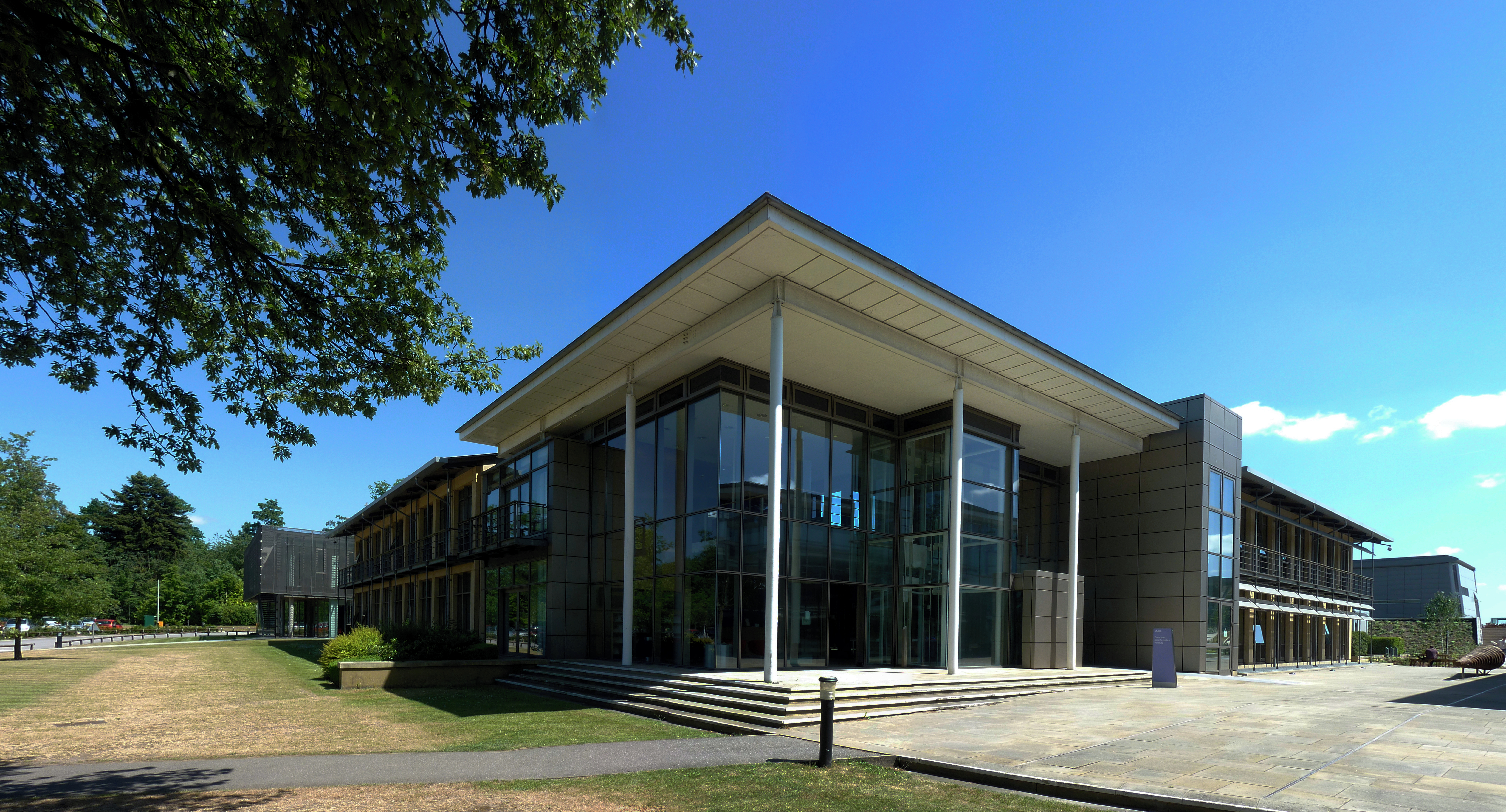
El EBI en el Campus del Genoma Wellcome Trust en Hinxton, Reino Unido, que alberga el Archivo Europeo de Nucleótidos.

Durante la década de 1990, la Biblioteca de Datos EMBL fue renombrada como Base de Datos de Secuencias de Nucleótidos EMBL y fue trasladada formalmente al Instituto Europeo de Bioinformática (EBI) desde Heidelberg. En 2003, la Base de Datos de Secuencias de Nucleótidos se amplió con la adición del Archivo de Versiones de Secuencias (SVA), que mantiene registros de todas las entradas actuales y anteriores en la base de datos. Un año después, en junio de 2004, se eliminaron los límites en la longitud máxima de secuencia para cada registro (entonces 350 kilobases), permitiendo que las secuencias de genomas completos se almacenaran como una sola entrada en la base de datos.
Tras la adopción de la secuenciación de Sanger, el Instituto Sanger Wellcome Trust (entonces conocido como The Sanger Centre) comenzó a catalogar lecturas de secuencias junto con información de calidad en una base de datos llamada Archivo de Trazas. El Archivo de Trazas creció sustancialmente con la comercialización de tecnologías de secuenciación paralela de alto rendimiento por empresas como Roche e Illumina. En 2008, el EBI combinó el Archivo de Trazas, la Base de Datos de Secuencias de Nucleótidos EMBL (ahora también conocida como EMBL-Bank) y un nuevo Archivo de Lecturas de Secuencias (o Short Read Archive, SRA) para formar el ENA, con el objetivo de proporcionar un archivo de secuencias de nucleótidos exhaustivo. Como miembro de la Colaboración Internacional de Bases de Datos de Secuencias de Nucleótidos, el ENA intercambia datos diariamente con el Banco de Datos de ADN de Japón y GenBank.

## Base de Datos de Secuencias de Nucleótidos EMBL

La Base de Datos de Secuencias de Nucleótidos EMBL (EMBL-Bank) ha aumentado de tamaño desde alrededor de 600 entradas en 1982 a más de 2.5×10^{8} en diciembre de 2012.

La Base de Datos de Secuencias de Nucleótidos EMBL (también conocida como EMBL-Bank) es la sección del ENA que contiene detalles de ensamblaje del genoma de alto nivel, así como secuencias ensambladas y su anotación funcional. EMBL-Bank recibe contribuciones directas de consorcios de genomas y grupos de investigación más pequeños, así como datos de secuencias asociados con patentes.

### Clases de datos
La Base de Datos de Secuencias de Nucleótidos EMBL soporta una variedad de datos derivados de diferentes fuentes, incluyendo, pero no limitándose a:
- Etiquetas de secuencia expresada con sus datos de muestra asociados.
- Secuencias de nucleótidos generadas a partir de proyectos de secuenciación del genoma completo en diversas etapas de ensamblaje, incluyendo contigs completos y secuencias completamente ensambladas y anotadas.
- Datos relacionados con transcriptómica, como ADN complementario, con anotaciones opcionales.
- Anotaciones nuevas o extendidas de secuencias codificantes existentes, por ejemplo, nuevas versiones de secuencias con inicio o terminación corregidos.

### Formato EMBL-Bank
La Base de Datos de Secuencias de Nucleótidos EMBL utiliza un formato de archivo plano en texto plano conocido como formato EMBL-Bank. El formato EMBL-Bank utiliza una sintaxis diferente a los registros de DDBJ y GenBank, aunque cada formato utiliza ciertas nomenclaturas estandarizadas, como las taxonomías definidas por la base de datos taxonómica del NCBI. Cada línea de un archivo en formato EMBL comienza con un código de dos letras, como AC para el número de acceso y KW para una lista de palabras clave relevantes al registro; cada registro termina con //.

## Archivo de Lecturas de Secuencias

El SRA ha crecido rápidamente desde 2008. En 2011, la mayoría de los datos de secuencias del SRA fueron producidos por el Analizador de Genomas de Illumina.

El ENA opera una instancia del Archivo de Lecturas de Secuencias (SRA), un repositorio de archivo de lecturas de secuencias y análisis destinados a la publicación pública. Originalmente llamado Short Read Archive, el nombre cambió en previsión de que futuras tecnologías de secuenciación pudieran producir lecturas de secuencias más largas. Actualmente, el archivo acepta lecturas de secuencias generadas por plataformas de secuenciación de próxima generación como el Analizador de Genomas de Illumina y ABI SOLiD, así como algunos análisis y alineaciones correspondientes. El SRA opera bajo la guía de la Colaboración Internacional de Bases de Datos de Secuencias de Nucleótidos (INSDC) y es el repositorio de más rápido crecimiento en el ENA.
En 2010, el Archivo de Lecturas de Secuencias representaba aproximadamente el 95% de los datos de par de bases disponibles a través del ENA, abarcando más de 500,000,000,000 de lecturas de secuencias compuestas por más de 60 billones (6×1013) de pares de bases. Casi la mitad de estos datos se depositaron en relación con el Proyecto 1000 Genomas donde los investigadores publicaron sus datos de secuencias en el SRA en tiempo real. En total, hasta septiembre de 2010, el 65% del Archivo de Lecturas de Secuencias era secuencia genómica humana, con otro 16% relacionado con lecturas de secuencias de metagenoma humano.
El formato de datos preferido para los archivos enviados al SRA es el formato BAM, que puede almacenar lecturas alineadas y no alineadas. Internamente, el SRA utiliza el NCBI SRA Toolkit, usado en las tres bases de datos miembros de INSDC, para proporcionar una compresión de datos flexible, acceso a la API y conversión a otros formatos como FASTQ.

## Acceso a los datos
Los datos contenidos en el ENA pueden accederse manualmente o mediante programación a través de URL REST a través del navegador ENA. Inicialmente limitado al Archivo de Lecturas de Secuencias, el navegador ENA ahora también proporciona acceso al Archivo de Trazas y EMBL-Bank, permitiendo la recuperación de archivos en una variedad de formatos, incluyendo XML, HTML, FASTA y FASTQ. Los registros individuales pueden accederse utilizando sus números de acceso y otras consultas de texto están habilitadas a través del motor de búsqueda EB-eye. Además, las búsquedas basadas en similitud de secuencias implementadas usando grafos de De Bruijn ofrecen otro método para recuperar registros del ENA.
El ENA es accesible a través de las API SOAP y REST del EBI, que también ofrecen acceso a otras bases de datos alojadas en el EBI, como Ensembl e InterPro.

## Almacenamiento
El Archivo Europeo de Nucleótidos maneja grandes volúmenes de datos que representan un desafío significativo de almacenamiento. Hasta 2012, los requisitos de almacenamiento del ENA continuaban creciendo exponencialmente, con un tiempo de duplicación de aproximadamente 10 meses. Para gestionar este aumento, el ENA descarta selectivamente datos de plataformas de secuenciación menos valiosos e implementa estrategias avanzadas de compresión. El kit de herramientas de compresión basado en referencias CRAM fue desarrollado para ayudar a reducir los requisitos de almacenamiento del ENA.

## Financiamiento
Actualmente, el ENA es financiado conjuntamente por el Laboratorio Europeo de Biología Molecular, la Comisión Europea y el Wellcome Trust. El marco emergente ELIXIR, coordinado por la directora del EBI Janet Thornton, busca asegurar una infraestructura de financiación europea sostenible para apoyar la disponibilidad continua de bases de datos de ciencias de la vida como el ENA.